# Kazuyoshi Miura
Kazuyoshi Miura (jap. 三浦 知良 Miura Kazuyoshi, Kurzform: Kazu Miura, Spitzname: King Kazu; * 26. Februar 1967 in Shizuoka) ist ein japanischer Fußballspieler. Er gilt als einer der besten japanischen Fußballspieler aller Zeiten und ist seit März 2017 der älteste jemals aktive Profifußballspieler der Fußballgeschichte.

## Jugend
Miura wuchs als Sohn von Yoshiko und Naya Nobo an der Südküste von Honshū auf. Aufgrund Beziehungen seines Vaters zur Yakuza nahm er den Mädchennamen seiner Mutter an. Im Alter von sechs Jahren trat er erstmals für eine Mannschaft seiner Grundschule auf den Platz. 1982 schloss er die Mittelschule ab, für die er ebenfalls in einer Auswahl gespielt hatte, und wechselte an die Oberschule, die er jedoch bereits nach acht Monaten verließ. Daraufhin traf Miura eine Entscheidung, die seine spätere Berühmtheit ausmachen sollte: Mit 15 Jahren reiste er alleine nach Brasilien, um dort Profifußballer zu werden.

## Karriere
Miuras erster Verein war eine Jugendmannschaft des CA Juventus in São Paulo. 1986, mit 19 Jahren, unterschrieb er seinen ersten Profivertrag beim FC Santos, dem Verein seines Idols Pelé. Bis 1990 spielte er erfolgreich bei mehreren brasilianischen Vereinen, darunter SE Palmeiras und der Coritiba FC, und wurde zum Idol der vielen japanischstämmigen Brasilianer und der Fußballfans in Japan.
1990 kehrte er nach Japan zurück und schloss sich dem damals führenden Yomiuri NFC (heute Tokyo Verdy 1969) an, den er direkt zu drei Meistertiteln in Folge führte (zwei in der Japan Soccer League und einen als Verdy Kawasaki in der neu gegründeten Profiliga J. League). Im Sommer 1994 wurde Miura zum asiatischen Spieler des Jahres und wertvollsten Spieler der J. League gewählt, und Verdy stand vor dem vierten Titelgewinn in Folge. Zu diesem Zeitpunkt wechselte Kazu (er war zu der Zeit der einzige Japaner, der – in brasilianischer Tradition – seinen Spitznamen auf dem Trikot trug) zum CFC Genua in die italienische Serie A als erster Japaner in der Liga. Obwohl er sich dort nicht hatte durchsetzen können und bereits nach einem Jahr zu Verdy zurückkehrte, wurde in Japan auch dieses Gastspiel als ein Erfolg gewertet, der erst später durch Hidetoshi Nakata übertroffen werden sollte.
Nach einem weiteren europäischen Gastspiel 1999 bei Dinamo Zagreb wechselte Miura zu Kyoto Purple Sanga und anschließend zu Vissel Kobe. Nach einem Aufenthalt in der zweiten Division beim Yokohama FC 2005 wurde er für einige Monate an den australischen Sydney FC verliehen.
2006 kehrte Miura zum Yokohama FC zurück. Ende 2014 verlängerte er als mittlerweile dienstältester aktiver Fußballprofi Japans seinen Vertrag bei Yokohama FC um ein Jahr. Er erzielte am 5. April 2015 im Alter von 48 Jahren bei der 2:3-Niederlage gegen Júbilo Iwata das 1:0 für Yokohama. Damit ist er der bisher älteste Spieler, der im japanischen Profifußball ein Tor erzielt hat. Im November desselben Jahres verlängerte Miura seinen Vertrag bis zum 31. Dezember 2016.
Am 11. Januar 2017 wurde sein Vertrag erneut verlängert, diesmal bis zum Ende des Jahres 2017. Am 5. März des Jahres, eine Woche nach seinem 50. Geburtstag, trat Miura beim Spiel gegen V-Varen Nagasaki an und spielte dabei 54 Minuten. Durch den Einsatz überholte er Stanley Matthews, der sein letztes Spiel im Alter von 50 Jahren und 5 Tagen absolvierte, als ältesten Fußballprofi der Geschichte.
Genau ein Jahr später verlängerte Miura erneut seinen Vertrag für die kommende Saison. Im Anschluss an die Saison 2019/20 erfolgte im Januar 2020 nach der Vizemeisterschaft und der Rückkehr in die J1 League nach dreizehn Jahren eine weitere Vertragsverlängerung beim Yokohama FC um ein Jahr. In der J1-Saison 2020/21 feierte er im September 2020 seinen ersten Einsatz in der J1 League seit 2007. Mit 53 Jahren, sechs Monaten und 28 Tagen stand er dabei in der Startelf seines Vereins Yokohama FC gegen Kawasaki Frontale (2:3) und löste den bisherigen Rekordhalter Masashi Nakayama ab, der im Jahr 2012 mit knapp 45 Jahren in der Topliga aufgelaufen war.
Von 2021 bis 2023 verlängerte Miura seinen Vertrag beim Yokohama FC jeweils um ein weiteres Jahr. 2021 kam er in der Liga auf vier Kurzeinsätze, 2022 wurde er an die Suzuka Point Getters in die viertklassige Japan Football League verliehen, wo sein um zwei Jahre älterer Bruder Yasutoshi Miura sein Trainer wurde. Er erzielte zwei Tore in 18 Einsätzen. Danach wurde er bis Sommer 2023 an UD Oliveirense in der 2. Liga Portugals verliehen, der zu 52 Prozent der japanischen Onodera Group gehört, die auch den Yokohama FC kontrolliert. Die Leihe wurde im Juli 2023 um ein weiteres Jahr bis Ende der Saison 2023/24 verlängert. Er wurde in der Liga achtmal eingewechselt.
Im Juni 2024 innerhalb der Saison 2024 verlieh ihn der Yokohama FC an den japanischen Viertligisten Atletico Suzuka Club, wo er am 15. Juni 2025 beim 2:1-Sieg gegen den Yokohama Sports & Culture Club nach Einwechselung in seine 40. Profisaison ging.

### Erfolge mit der Nationalmannschaft
Am 26. September 1990 bestritt Kazuyoshi Miura in Peking gegen Bangladesch sein erstes von insgesamt 89 Länderspielen. Seinen ersten Treffer für Japan erzielte er zwei Jahre später ebenfalls in Peking beim 4:1-Sieg über Nordkorea. Er ist mit 55 Treffern Rekordtorschütze der Nationalmannschaft und bestritt auch die zweitmeisten Länderspiele, doch der von ihm ersehnte Auftritt bei einer Weltmeisterschaft blieb ihm verwehrt: Obwohl Miura für den Aufstieg Japans in die fußballerische Weltelite steht und sein Team mit zur WM 1998 schoss (etwa mit sechs Toren im Qualifikationsspiel gegen Macau), wurde er in Frankreich nicht einmal nominiert. Überhaupt war Miuras Zeit im Nationalteam, die am 6. Juni 2000 mit einem 4:0-Sieg über Jamaika und seinem 55. Tor endete, von Reibereien überschattet: Der als „exzentrischer Brasilianer“ geltende Miura konnte sich nie in die Nationalmannschaft integrieren und lag oft im Streit mit den Trainern, die in japanischer Tradition extreme Unterordnung forderten.

## Futsal
Im Jahr 2012 wurde Miura im Alter von 45 Jahren in die japanische Futsalnationalmannschaft berufen. In seinem zweiten Länderspiel gegen die Ukraine erzielte er beim 3:1-Sieg Japans seinen ersten Treffer. Während der Futsal-Weltmeisterschaft 2012, bei der Japan im Achtelfinale ausschied, bestritt er alle Spiele für das japanische Team.

## Auszeichnungen
- 1993 – J. League Fußballer des Jahres
- 1993 – Asiens Fußballer des Jahres
- 1996 – Torschützenkönig der J. League